# Jehad Muntasser
Jehad Abdussalam Muntasser (ar. جهاد المنتصر, ur. 26 lipca 1978 w Trypolisie) – libijski piłkarz grający na pozycji ofensywnego pomocnika.

## Kariera klubowa
Karierę piłkarską Muntasser rozpoczął we Włoszech, w klubie A.C. Pro Sesto. W 1997 roku wyjechał do Anglii i został piłkarzem Arsenal, ale nie przebił się do kadry pierwszego zespołu i wystąpił w jego jednym spotkaniu, Pucharu Ligi Angielskiej z Birmingham City. W styczniu 1998 został sprzedany z Arsenalu do Bristolu City, ale do lata 1998 nie rozegrał w nim żadnego meczu. W 1999 roku wrócił do Włoch i grał w A.S. Viterbese Calcio, a w 2000 roku znów zmienił klub i przeszedł do Calcio Catania. Z kolei w sezonie 2001/2002 grał w L’Aquila Calcio.
W 2002 roku Muntasser przeszedł z L’Aquila do drugoligowej Triestiny Calcio. Zadebiutował w niej 14 września 2002 w meczu z SSC Venezia. Zawodnikiem Triestiny był przez 2 sezony. W 2004 roku przeszedł do Perugii Calcio, w której po raz pierwszy wystąpił 11 września w meczu przeciwko FC Crotone (2:1).
W 2005 roku Muntasser podpisał kontrakt z Treviso FC, grającym w Serie A. W pierwszej lidze Włoch zadebiutował 38 sierpnia 2005 w spotkaniu z Interem Mediolan (0:3). W 2006 roku spadł z Treviso do Serie B, a na początku 2007 roku przeszedł do katarskiego Al-Wakra. Na początku 2008 roku wrócił do Libii i przez pół roku występował w Al-Ittihad Trypolis, z którym wywalczył mistrzostwo Libii i Superpuchar Libii.

## Kariera reprezentacyjna
W reprezentacji Libii Muntasser zadebiutował w 1999 roku. W 2006 roku w Pucharze Narodów Afryki 2006 rozegrał 2 spotkania: z Egiptem (0:3) i z Wybrzeżem Kości Słoniowej (1:2). Od 1999 do 2006 roku rozegrał w kadrze narodowej 34 mecze i strzelił 8 goli.